# Cuphea gracilis
Cuphea gracilis är en fackelblomsväxtart som beskrevs av Carl Sigismund Kunth. Cuphea gracilis ingår i släktet blossblommor, och familjen fackelblomsväxter. Inga underarter finns listade i Catalogue of Life.